# دون سميث (لاعب كرة قدم أمريكية)
دون سميث (بالإنجليزية: Don Smith)‏ هو لاعب كرة قدم أمريكية أمريكي، ولد في 30 أكتوبر 1963 في Hamilton, Mississippi ‏ في الولايات المتحدة.

## وصلات خارجية
- دون سميث على موقع مرجع كرة القدم المحترفة.كوم (الإنجليزية)
- دون سميث على موقع كلية كرة القدم في سبورتس رفرنس.كوم (الإنجليزية)